# تاجیکستان در المپیک تابستانی ۲۰۲۰
تاجیکستان در بازی‌های المپیک تابستانی ۲۰۲۰ توکیو شرکت کرده‌است. در ابتدا قرار بود از ۲۴ ژوئیه تا ۹ اوت سال ۲۰۲۰ برگزار شود، به دلیل دنیاگیری کووید-۱۹، این بازی‌ها به ۲۳ ژوئیه الی ۸ اوت ۲۰۲۱ موکول شدند. این هفتمین حضور متوالی ملت در بازیهای المپیک تابستانی در دوران پس از انحلال شوروی خواهد بود.

## نمایندگان
در زیر لیستی از تعداد ورزشکاران در بازی‌ها آورده شده‌است.
| ورزش        | مردان | زنان | جمع |
| ----------- | ----- | ---- | --- |
| دو و میدانی | ۱     | ۱    | ۲   |
| بوکس        | ۳     | ۰    | ۳   |
| جودو        | ۴     | ۰    | ۴   |
| شنا         | ۱     | ۱    | ۲   |
| جمع         | ۹     | ۲    | ۱۱  |

## دو و میدانی
یک ورزشکار تاجیکی با شرکت در مسابقات دوومیدانی زیر (با حداکثر ۳ ورزشکار در هر مسابقه)، با زمان واجد شرایط بودن، به استانداردهای ورود دست پیدا کرد:
| ورزشکار        | رویداد        | حرارت | حرارت     | یک چهارم نهایی | یک چهارم نهایی | نیمه نهایی | نیمه نهایی | نهایی | نهایی     |
| ورزشکار        | رویداد        | نتیجه | رتبه بندی | نتیجه          | رتبه بندی      | نتیجه      | رتبه بندی  | نتیجه | رتبه بندی |
| -------------- | ------------- | ----- | --------- | -------------- | -------------- | ---------- | ---------- | ----- | --------- |
| ایلدار احمدیف  | ۱۰۰ متر مردان |       |           |                |                |            |            |       |           |
| گلسومبی شریفوا | ۲۰۰ متر زنان  |       |           |                |                |            |            |       |           |

## بوکس
تاجیکستان دو بوکسور مرد را وارد مسابقات المپیک کرد. باخودور اوسمونوف (سبک‌وزن مردان) و شابوس نگماتولوف (سنگین‌وزن سبک مردان) قهرمان آماتور آسیا با کسب یک پیروزی باکس آف در هر یک از بخش‌های وزن خود در مسابقات مقدماتی آسیا و اقیانوسیه ۲۰۲۰ در امان، تیم‌های تاجیک را تضمین کردند. اردن

## جودو
تاجیکستان بر اساس رده‌بندی انفرادی المپیک فدراسیون بین‌المللی جودو چهار جودوکار وارد مسابقات المپیک شد.
| ورزشکار                 | رویداد       | دور ۳۲     | دور یک شانزدهم | یک چهارم نهایی | نیمه نهایی | ترمیم مجدد | نهایی / BM | نهایی / BM |
| ورزشکار                 | رویداد       | رقیب نتیجه | رقیب نتیجه     | رقیب نتیجه     | رقیب نتیجه | رقیب نتیجه | رقیب نتیجه | رتبه بندی  |
| ----------------------- | ------------ | ---------- | -------------- | -------------- | ---------- | ---------- | ---------- | ---------- |
| سامون مخمدبکوف          | −۷۳ کیلوگرم  |            |                |                |            |            |            |            |
| اکمال مورودوف           | –81 کیلوگرم  |            |                |                |            |            |            |            |
| Komronshokh Ustopiriyon | −۹۰ کیلوگرم  |            |                |                |            |            |            |            |
| تمور راخیموف            | +100 کیلوگرم |            |                |                |            |            |            |            |

## شنا
تاجیکستان یک دعوت جهانی از فینا دریافت کرده‌است تا بر اساس سیستم امتیازات فینا در ۲۸ ژوئن ۲۰۲۱، دو شناگر با رتبه برتر (هر جنس یک نفر) را در مسابقات فردی به المپیک بفرستد.
| ورزشکار          | رویداد            | حرارت | حرارت     | نیمه نهایی | نیمه نهایی | نهایی | نهایی     |
| ورزشکار          | رویداد            | زمان  | رتبه بندی | زمان       | رتبه بندی  | زمان  | رتبه بندی |
| ---------------- | ----------------- | ----- | --------- | ---------- | ---------- | ----- | --------- |
| اولیمژون ایشانوف | 50 متر آزاد مردان |       |           |            |            |       |           |
| آناستازیا تورینا | 50 متر آزاد زنان  |       |           |            |            |       |           |